# Josephine Fröhlich
Josephine "Pipi" Fröhlich (12. december 1803 i Wien – 7. maj 1878 i Wien) var en østrigsk operasanger (sopran).
Fröhlich studerede i årene 1819-21 sang ved Gesellschaft der Musikfreunde i Wien hos Anna Frölich (1793-1880), der også var hendes storesøster. Hun debuterede i Mozarts opera Die Entführung aus dem Serail i 1821. Herefter turnerede hun nogle år bl.a. i Skandinavien, hvor hun må have gjort lykke, eftersom hun i Danmark blev udnævnt til kongelig kammersanger af Frederik VI Efter engagementer i Prag i 1826 og i Milano i 1830 slog hun sig permanent ned i Wien, hvor hun blev privatlærer i sang.
Josefine Fröhlich havde yderligere to storesøstre, altsangeren Barbara Franziska Fröhlich (1797-1879) og pianisten Katharina Fröhlich (1800-1879). De fire søstres hjem var et af de kendteste centre for musikalsk aktivitet i Wien. Franz Schubert var en god ven af huset samt en hyppig gæst ved musikalske sammenkomster, hvor han ofte akkompagnerede sine egne sangkompositioner eller improviserede på klaveret. På Annas opfordring skrev han nogle sange for damekor til Anna, Josefine samt Annas elever. Schubert skrev solostemmen i to af sine større kompositioner til Josefines stemme. Digteren Franz Grillparzer, der også hørte til blandt husets venner, skrev teksterne dertil. De to værker er Zögernd leise D 921 (1827) og kantaten Mirjams Siegesgesang D 942 (1828). 